# Dipartimento di Capital (Córdoba)
Capital è un dipartimento argentino, situato nella parte centrale della provincia di Córdoba, con capoluogo Córdoba, che è anche la capitale provinciale ed unico comune del dipartimento.

## Geografia
Esso confina con i dipartimenti Santa María verso sud e Colón a nord.
A differenza degli altri dipartimenti della provincia, in quello della capitale non vi sono suddivisioni in pedanie.
Secondo il censimento del 2001, su un territorio di 576 km², la popolazione ammontava a 1.284.582abitanti, con un aumento demografico dell'8,92% rispetto al censimento del 1991.